# George Crabbe
George Crabbe (Aldeburgh, 24 de diciembre de 1754 - Trowbridge, 3 de febrero de 1832) fue un poeta y naturalista inglés.
Nació en Aldeburgh, Suffolk, hijo de un recaudador de impuestos, y desarrolló su amor hacia la poesía desde niño. Mientras estaba de aprendiz con un médico local, conoció a su futura esposa, Sarah Elmy. Su primera gran obra, un poema titulado "Inebriety", lo publicó él mismo en 1775. Para entonces había acabado su aprendizaje como médico y decidió dedicarse seriamente a escribir. En 1780, marchó a Londres, donde tuvo poco éxito, pero con el tiempo llamó la atención de Edmund Burke, quien le ayudó a publicar su poema The Library, en 1781. Al tiempo, la naturaleza religiosa de Crabbe se dejó notar, y se ordenó sacerdote siendo capellán del Duque de Rutland en el Belvoir Castle de Leicestershire.
Las dos obras por las que Crabbe es más conocido son La aldea (The Village) (1783) y El burgo (The Borough) (1810), ambos poemas largos que se referían a la forma de vida que él había conocido. En 1783 se casó con Sarah. En 1814 se hizo vicario de Trowbridge en Wiltshire, donde permaneció hasta su muerte. Para entonces, fue bien considerado y amigo de William Wordsworth, Sir Walter Scott y otras figuras literarias destacadas de la época.
La ópera de Benjamin Britten Peter Grimes se basa en el poema El burgo, adaptado por Montagu Slater. Byron, un destacado admirador de la poesía de Crabbe, le llamó "el más severo pintor de la naturaleza, y aun así el mejor".
Fue también un activo y destacado estudioso y coleccionista de coleópteros. Es recordado por haber comprobado la existencia por primera vez del Calosoma sycophanta L. en Suffolk. Publicó un artículo sobre Historia Natural del valle de Belvoir en la obra de John Nichols, Bibliotheca Topographica Britannica, VIII, Antiquities in Leicestershire, 1790. Incluye una amplia lista de coleópteros locales, y referencias a más de 70 especies. Este texto fue más tarde comentado por el renombrado entomólogo Horace Donisthorpe (Leics. lit. phil. Soc., 4, 1896, 198-200), quien concluyó que el trabajo de George Crabbe tenía tanto el conocimiento amplio de las especies nacionales así como un buen estar al tanto de la literatura científica contemporánea, incluyendo las obras de Linneo y Fabricius.

## Obras
George Crabbe trata temas sociales. Describe con tono sombrío los horrores del hospital o la cárcel. Se adscribe a una tendencia prerromántica
- Inebriety (publicada 1775)
- The Candidate (pub. 1780)
- The Library (pub. 1781)
- La aldea (pub. 1783)
- The Newspaper (pub. 1785)
- Poems (pub. 1807)
- El burgo (pub. 1810)
- Tales in Verse (pub. 1812)
- Tales of the Hall (pub. 1819)
- Posthumous Tales (pub. 1834)